# Test Drive 5
Test Drive 5 est un jeu vidéo de course automobile développé par Pitbull Syndicate et édité par Accolade en 1998. Le jeu est sorti sur PC et PlayStation. Il est le cinquième jeu de la série Test Drive, dont la première production est sortie en 1987.

## Système de jeu
Le jeu comporte 18 circuits et 28 modèles de voitures.